# Andromedidy
Andromedidy jsou meteorický roj asociovaný s kometou 3D/Biela. Roj se vyskytuje když Země prochází starými proudy nalevo od kometárního ohonu. Kometa byla pozorována při rozpadu v roce 1846, kusy se dále dělily roku 1852. Rozpad komety vedl k obzvlášť velkolepým maximům roje v následujících cyklech (zejména v letech 1872 a 1885).
Na počátku 19. století, před rozpadem komety 3D/Biela, se radiant nacházel v souhvězdí Kasiopeji. V minulém století byl radiant moderního slabšího meteorického roje v souhvězdí Andromedy jak název naznačuje, ale vzhledem k věku roje mohou meteory přicházet i ze sousedních souhvězdí Ryb, Trojúhelníka a Kasiopeje.

## Historie

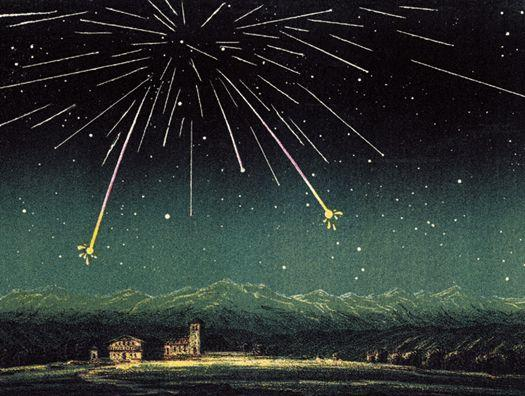
Andrometidy dne 27. listopadu 1872, produkt rozpadu komety Biela o několik desetiletí dříve.

První známé pozorování Andromedid proběhlo 6. prosince 1741 v Petrohradu v Rusku. Další silná maxima roje byla pozorována v letech 1798, 1825, 1830, 1838 a 1847. Andromedidy vytvořily efektní podívanou několika tisíc meteorů za hodinu v letech 1872 a 1885, v důsledku průchodu Země přes proud kometárních trosek. Johann Julius Schmidt, který je pozoroval z Atén, řekl, že v roce 1872 se roj skládal především ze slabých (5. až 6. hvězdná velikost) meteorů převážně oranžového nebo načervenalého zabarvení. V Anglii odhalil stejné maximum, které produkovalo nejméně 58 600 viditelných meteorů v průběhu čtyř a půl hodiny, Edward Lowe. Ten konstatoval, že meteory byly mnohem pomalejší než Leonidy a poznamenal, že na severozápadě několikrát zaslechl zvuky připomínající velmi vzdálenou střelbu. V Barmě v roce 1885 bylo meteorické maximum vnímáno jako osudové znamení a skutečně byla rychle následována kolapsem dynastie Konbaung a dobytím země Británií.
27. listopadu 1885 poskytl meteorický roj příležitost pro první známou fotografii meteoru pořízenou Rakousko-uherským astronomem Ladislausem Weinekem, který zachytil 7 mm dlouhou stopu ve své pražské observatoři.

## Současná aktivita
Od 19. století Andromedidy vybledly tak výrazně, že již nejsou obvykle viditelné pouhým okem, i když nějaká aktivita je stále pozorovatelná každý rok v polovině listopadu vhodnými detekčními zařízeními. V posledních letech byla nejvyšší aktivita méně než tři meteory za hodinu, mezi 9. a 14. listopadem. Činnost Andromedid v listopadu pochází z nejnovějších proudů, nicméně aktivita z počátku prosince vychází z nejstarších.
4. prosince 2011 šest Kanadských radarových stanic detekovalo 50 meteorů za hodinu. Činnost pocházela pravděpodobně od proudu z roku 1649. 8. prosince 2013 oznámil odborník na meteory Peter Brown oznámil, že Canadian Meteor Orbit Radar zaznamenal výbuch meteorů Andromedid za posledních 24 hodin. Vědci předpokládají poněkud slabší návrat v roce 2018, ale silnější s maximem až 200 meteorů za hodinu v roce 2023. Canadian Meteor Orbit Radar (CMOR) také zjistil nárůst na 30 meteorů za hodinu 27. listopadu 2008.
V průběhu roku 2012 měl roj nenápadné maximum 9. listopadu.